# NGC 3547
NGC 3547 est une galaxie spirale située dans la constellation du Lion. NGC 3547 a été découverte par l'astronome germano-britannique William Herschel en 1784.

## Caractéristiques
La classe de luminosité de NGC 3547 est II et elle présente une large raie HI.

### Distance
Sa vitesse par rapport au fond diffus cosmologique est de 1 938 ± 25 km/s, ce qui correspond à une distance de Hubble de 28,6 ± 2,0 Mpc (∼93,3 millions d'al).
À ce jour, neuf mesures non basées sur le décalage vers le rouge (redshift) donnent une distance de 23,667 ± 4,965 Mpc (∼77,2 millions d'al), ce qui est à l'intérieur des valeurs de la distance de Hubble. Notons cependant que c'est avec la valeur moyenne des mesures indépendantes, lorsqu'elles existent, que la base de données NASA/IPAC calcule le diamètre d'une galaxie et qu'en conséquence le diamètre de NGC 3547 pourrait être d'environ 17,5 kpc (∼57 100 al) si on utilisait la distance de Hubble pour le calculer.